# Balitora haithanhi
Balitora haithanhi är en fiskart som beskrevs av Nguyen 2005. Balitora haithanhi ingår i släktet Balitora och familjen grönlingsfiskar. IUCN kategoriserar arten globalt som otillräckligt studerad. Inga underarter finns listade.